# Fissidens pokhrensis
Fissidens pokhrensis är en bladmossart som beskrevs av Norkett och S. S. Kumar 1979. Fissidens pokhrensis ingår i släktet fickmossor, och familjen Fissidentaceae. Inga underarter finns listade i Catalogue of Life.